# Hibiscus Rose de Chine
Hibiscus x rosa-sinensis
Ne doit pas être confondu avec Rosa chinensis.
Espèce
Classification phylogénétique
L'Hibiscus Rose de Chine ou Ketmie (Hibiscus × rosa-sinensis L.) est une espèce d’arbuste ornemental tropical de la famille des Malvaceae.
C'est l'hibiscus le plus emblématique des tropiques, important dans l’art, la mode, la décoration et la médecine. Cultivé pour ses grandes fleurs voyantes, souvent rouges, roses, jaunes ou orange, il est largement répandu dans les régions tropicales et subtropicales du monde, notamment en Asie du Sud-Est, en Océanie et dans certaines zones du sud de la Chine. Idéal pour le climats tropical et subtropical, où il a une croissance luxuriante et une floraison abondante. Pour les climats tempérés chauds, il est cultivé en extérieur si les températures ne descendent pas en dessous de −5 °C, comme par exemple sur la Côte d’Azur.
Il est souvent utilisé comme symbole des îles Hawaii dont il est la fleur nationale ainsi que celle de la Malaisie. La qualification de « Rose de Chine » par les voyageurs européens valait métaphoriquement pour « Reine des jardins tropicaux chinois ». Les premières variétés (doubles) ont été ramenées de Chine. Son nom latin y trouve son origine.
Cette plante est présente, à la suite des échanges commerciaux, depuis des temps immémoriaux dans l'ensemble de la ceinture tropicale mais aucun peuplement sauvage n'est connu. Ses origines sont donc restées longtemps incertaines. Toutefois, des études publiées en octobre 2023, indiquent que H. rosa-sinensis serait un hybride très ancien issu d’un hibiscus originaire de Tahiti, appelé kaute en ces régions, et de l’Hibiscus cooperi originaire du Vanuatu (au nord de la Nouvelle-Calédonie). Ces hybrides notés, Hibiscus × rosa-sinensis, d’abord générés dans le sud-ouest du Pacifique, ont ensuite été dispersés à travers la Nouvelle-Guinée jusqu’à l’est de l’Indonésie, puis dans le sud-est, l’est et l’Asie du Sud, y compris la Chine, l’Inde, le Japon, la Malaisie et le Sri Lanka ; avant d’être emmené en Europe.
Les fleurs sont traditionnellement utilisées par les médecines traditionnelles asiatiques pour faire des cataplasmes contre les furoncles (en Chine), ou sont appréciées pour leurs effets émollient, anti-inflammatoires et anti-fertilité dans les systèmes traditionnels indiens tels que l'Ayurveda, l’Unani et le Siddha, et pour traiter les coups de soleil et les blessures dans les traditions africaines. En Inde, Sri Lanka, Malaisie et Polynésie, les fleurs servent de base de pâte pour faire un shampoing naturel.

## Origine
Pour POWO, l ’aire de répartition naturelle de cet hybride est un cultigène dérivé d’hybrides artificiels du Pacifique Sud. C’est un arbuste qui pousse principalement dans le biome tropical saisonnier sec. La formule hybride est H. cooperi × H. kaute.
D’après les études menées dans les années 2022-2024, Hibiscus rosa-sinensis serait en fait un hybride très ancien issu d’un hibiscus originaire de Polynésie orientale, appelé kaute en ces régions, et de l’Hibiscus cooperi originaire de l’île d’Erromango au Vanuatu (au nord de la Nouvelle-Calédonie).
L’Hibiscus kaute a été reconnu comme espèce à part entière en 2022 par deux des auteurs de l’étude sur l’origine de rosa-sinensis, l’australien-fidjien Lex Allan James Thomson et le polynésien français Jean-François Butaud ; c’est un hibiscus aux pétales se chevauchant, de forme arrondie, et de couleur orange au cœur rouge orangé, originaire de Polynésie (îles de la Société). À l’époque pré-européenne, les Polynésiens ont domestiqué H. kaute et l’ont apparemment emmené vers l’ouest à travers l’océan Pacifique Sud, dans des canoës traditionnels naviguant sur des distances de plus de 5 000 km, démontrant son importance dans la culture et la médecine polynésiennes.
L’espèce cooperi fut décrite et nommée en 1863 par James Veitch Junior (1815-1869) ; c’est un hibiscus rouge aux feuilles panachées, aux pétales qui ne se chevauchent pas, il est souvent dénommé rosa-sinensis ‘Cooperi’.
Les données moléculaires et morphologiques foliaires révèlent que l’Hibiscus × rosa-sinensis est un hybride préhistorique entre H. kaute et H. cooperi ; deux espèces dont les aires de répartition naturelles sont séparées par plus de 4 000 km d’océan Pacifique. Ce croisement produit une progéniture hybride avec une large gamme de couleurs de pétales et de formes florales, mais avec un feuillage généralement uniforme intermédiaire entre les espèces parentales. En tant que « nothospecies » (espèce hybride), son nom scientifique correct doit être rendu par Hibiscus × rosa-sinensis.
Les hybrides d’Hibiscus × rosa-sinensis, d’abord générés dans le sud-ouest du Pacifique, ont ensuite été dispersés à travers la Nouvelle-Guinée jusqu’à l’est de l’Indonésie, puis dans le sud-est, l’est et l’Asie du Sud, y compris la Chine, l’Inde, le Japon, la Malaisie et le Sri Lanka, avant d’être emmené en Europe.
Notons que l’Hibiscus × rosa-sinensis, possède une caractéristique génétique connue sous le nom de polyploïdie (il est doté de plus deux ensembles complets de chromosomes) qui explique l’abondance des couleurs et des formes florales des progénitures hybrides. Le résultat de la polyploïdie est que le phénotype de la progéniture d’une plante peut être très différent de celui de la plante mère, ou même de n’importe quel ancêtre, permettant essentiellement l’expression aléatoire de l’une (ou de toutes) des caractéristiques des générations précédentes.

## Nomenclature

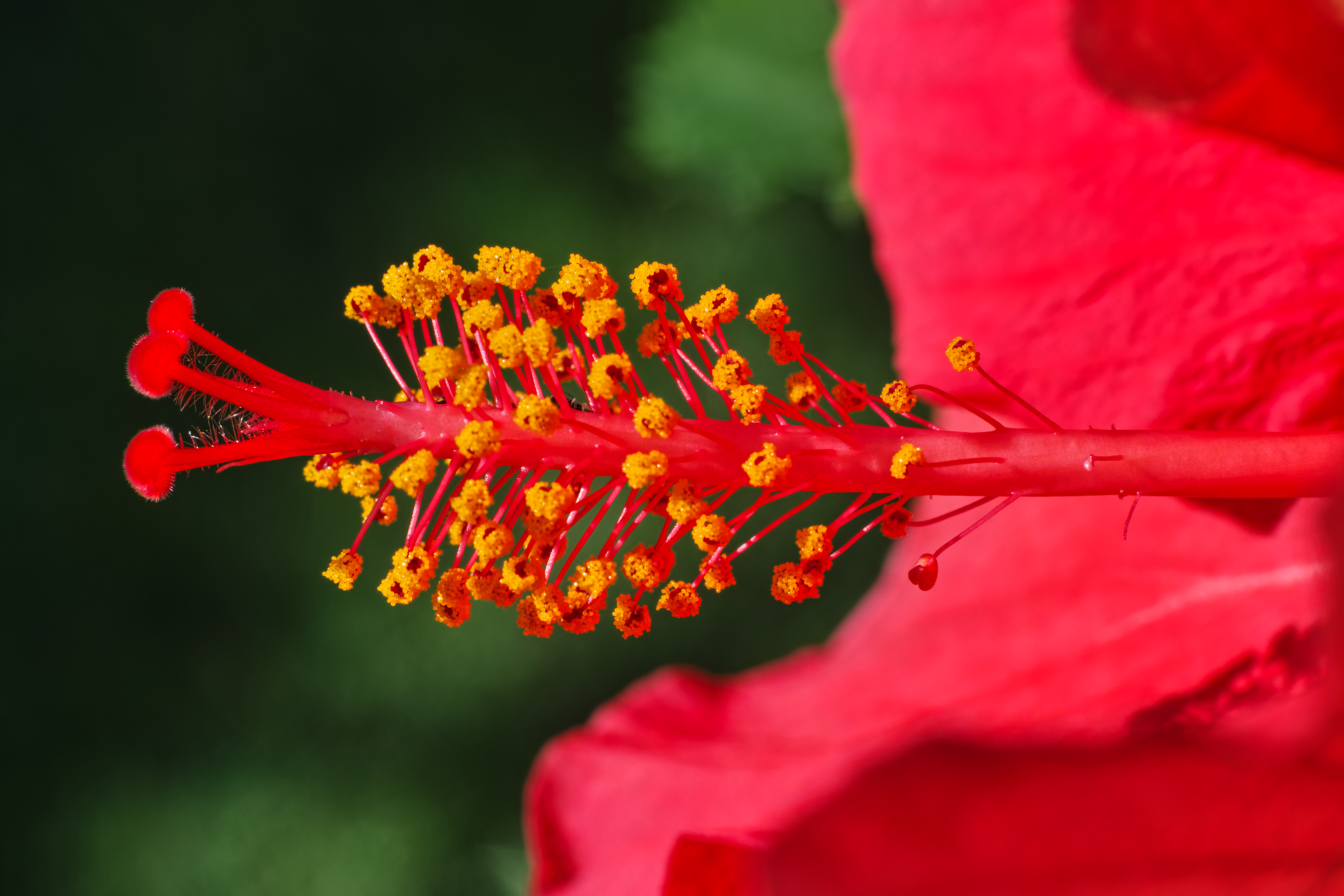
colonne staminale :
fusion des étamines entourant les styles

La première description de la plante, sous le nom de Hibiscus rosa sinensis, considérée comme une espèce à part entière, est l’œuvre de Carl Linné en 1753, dans Species Plantarum 2: 694.
Linné base sa description sur des plantes à fleurs doubles rouge vif, cultivées en Inde, au Sri Lanka et en Indonésie,.
Il classe la plante dans le genre Hibiscus (introduit aussi par Linné lui-même), et non dans le genre Rosa. De manière surprenante, Linné ne mentionne pas la colonne staminale, pourtant si caractéristique des hibiscus en général et de cet hibiscus tropical en particulier (long de 4–8 cm). Linné n’essaie jamais de donner la liste des caractéristiques essentielles définissant un genre, mais donne une définition extensionnelle (sous la forme d’une liste partielle d’espèces appartenant au genre) - et laisse le soin aux lecteurs de se débrouiller pour éclaircir la logique qui préside à ce regroupement.
Linné renvoie à sa Flora zeylanica 260, une œuvre botanique majeure publiée par lui-même en 1747, traitant de la flore de Ceylan (Sri-Lanka). Dans Specis Plantarum (1753), il reprend et complète la description de Flora zeylanica. « Hibiscus aux feuilles ovées, acuminées, dentées, glabres ; tige ligneuse ». Linné s’appuie sur les collectes faites par Paul Hermann à Ceylan, à la fin du XVIIe siècle. D’après la citation de ce dernier Althaea arborea, Rosa sinensis, on apprend que Rosa sinensis, la « rose de Chine », est le nom populaire de l’Hibiscus tropical (dans les langues européennes des voyageurs botanistes, mais en chinois c'est bien sûr autre chose).

## Étymologie
Le nom de genre Hibiscus, vient du latin hibiscus (Pline, 20, 29) et du grec έβισκον – ebiskon, synonyme de άλθαία – althaia (Dioscoride, 3.146) désignant Althaea officinalis, la guimauve officinale. Michel Chauvet indique que le nom grec serait en fait traduit du latin - l’origine en est inconnue.
L’épithète spécifique rosa-sinensis « rose de Chine », parait actuellement incongrue, car la fleur n’a pas une morphologie de rose et elle ne vient pas de Chine !
Il faut se souvenir cependant que dans le contexte du XVIIIe siècle, pour les horticulteurs comme pour les botanistes, le terme rosa - rose ne désigne pas nécessairement une espèce de rosier du genre Rosa, mais évoque métaphoriquement plutôt la ressemblance esthétique d’une fleur aux couleurs vives et très élégante avec la reine des jardins fleuris (d’Europe), la rose. Linné a employé sinensis, car il s’est appuyé sur les sources disponibles (comme Flora zeylanica ou les catalogues de plantes exotiques) qui associaient cette espèce à la Chine, notamment par sa culture ornementale dans les jardins asiatiques. Pour ajouter un peu de complexité, il existe par ailleurs une véritable rose chinoise dont la nom botanique est Rosa chinensis Jacqu., « rosier de Chine ». En Chine même, H. rosa-sinensis est appelé 朱槿 Zhūjǐn, (zhu, « cinnabre, rouge » et jin « hibiscus »), nom vulgaire normalisé avec 15 autres synonymes : chìjǐn 赤槿 (litt. « hibiscus rouge », qui apparait dans le Nanfang caomu zhuang), rìjí 日及 (litt. « atteignant le soleil » aussi dans le Nanfang caomu Zhuang puis par Li Shizhen dans le Bencao Gangmu), fósāng 佛桑, (allusion mythologique au fúsang 扶桑, l’arbre du soleil levant dans la mythologie chinoise) dans le Lingbiao Luyi  « Notes sur les singularités au sud des crêtes » de Liu Xun sous les Tang) etc. (d’après Wikipedia en chinois).
Ainsi, l’épithète spécifique latin rosa-sinensis adopté par Linné serait l’ancien nom vulgaire « Rose de Chine » de cette espèce d’hibiscus tropical qui était utilisé par les voyageurs européens. Cependant, la plante connue par les botanistes antérieurs sous le nom de 'Rosa sinensis' est Hibiscus mutabilis L., une espèce d’une section complètement différente de l’Hibiscus, à savoir la sect. Venusti Ulbrich, qui est en effet originaire de Chine.
En ce qui concerne l’origine du nom « ketmie » qui est employé en français depuis le XVIIe siècle, il faut remonter très probablement à l’arabe classique « cacher » (en arabe : كَتَمَ, katama) - , car les plantes (comme Isatis tinctoria, ou Lawsonia inermis) donnaient des colorants végétaux qui pouvaient « cacher » la couleur naturelle (dans les usages en teinture et henné). Pour l’hibiscus tropical en particulier, dont le jus des fleurs était employé pour noircir les cheveux, c’est le mot arabe  katam (en arabe : كتم ) qui est attesté dans les glossaires arabes médiévaux pour désigner des espèces colorantes, comme Hibiscus sabdariffa. À l’époque de la Renaissance, les auteurs européens Prospero Alpini, C. Bauhin, J. Tournefort, reprennent ce nom arabe sous forme latinisée : Ketmia, Ketmia Aegyptiaca, etc. Le botaniste pré-linéen Joseph Pitton de Tournefort (1656-1708) adopte Ketmia comme genre, et donne Ketmia sinensis pour nom de l’espèce que Linné appellera Hibiscus rosa-sinensis (Institutiones rei herbariae, 1719) .

## Description
C'est un arbuste ou petit arbre de 5 à 6 m de haut aux ramifications aérées amis il est généralement taillé à 1 ou 2 mètres en culture tropicale.
Les feuilles alternes sont d'un vert brillant ; le limbe est (largement ou étroitement) ovale, non lobé, de 4 à 9 cm de long sur 2 à 5 cm de large, papyracé, pileux sur les nervures abaxialement seulement, base arrondie ou cunéiforme, marge dentée ou lobée, apex acuminé.
Les fleurs solitaires mesurent de 10 à 15 cm de diamètre, nectarifères, rouge-rosé brillant pour l’espèce type, généralement situées à l’aisselle des feuilles supérieures, au bout d’un très long pédoncule. Chez l'espèce sauvage, ce sont des fleurs simples rouge-rose ; chez les espèces cultivées, ce sont des fleurs simples et doubles de couleur rouge, orange, jaune et blanche. Le calice est campanulé, à 5 lobes. La corolle est rouge rosé, rougeâtre ou jaune orangé, en forme d’entonnoir, de 6 à 10 cm de diamètre, souvent double ; les pétales obovales, pileux abaxialement, apex arrondi. La longue colonne staminale caractéristique de 4 à 8 cm, est glabre, avec 5 branches de style (ou 3 pour certaines variétés).
Éphémère, la fleur ne dure en général qu’une journée avant de se faner : comme pour Hibiscus syriacus (althéa), c’est une fleur typique « du matin au soir ». Aujourd’hui, grâce aux variétés hybrides améliorées, certaines fleurs peuvent durer deux jours, voire trois à quatre jours ou plus. La floraison est quasi continue sous climat chaud, avec un pic en été et en automne, et se décline en une grande variété de couleurs.
La pollinisation se fait par les papillons et les colibris. La plupart des formes d’Hibiscus rosa-sinensis n’ont pas de parties florales femelles viables et ne peuvent donc pas être autofécondées. Une exception est un cultivar répandu dans la culture au Vanuatu et appelé 'Fulgens'.
Les fruits sont des capsules ovoïdes, déhiscentes, à cinq valves et graines nombreuses.

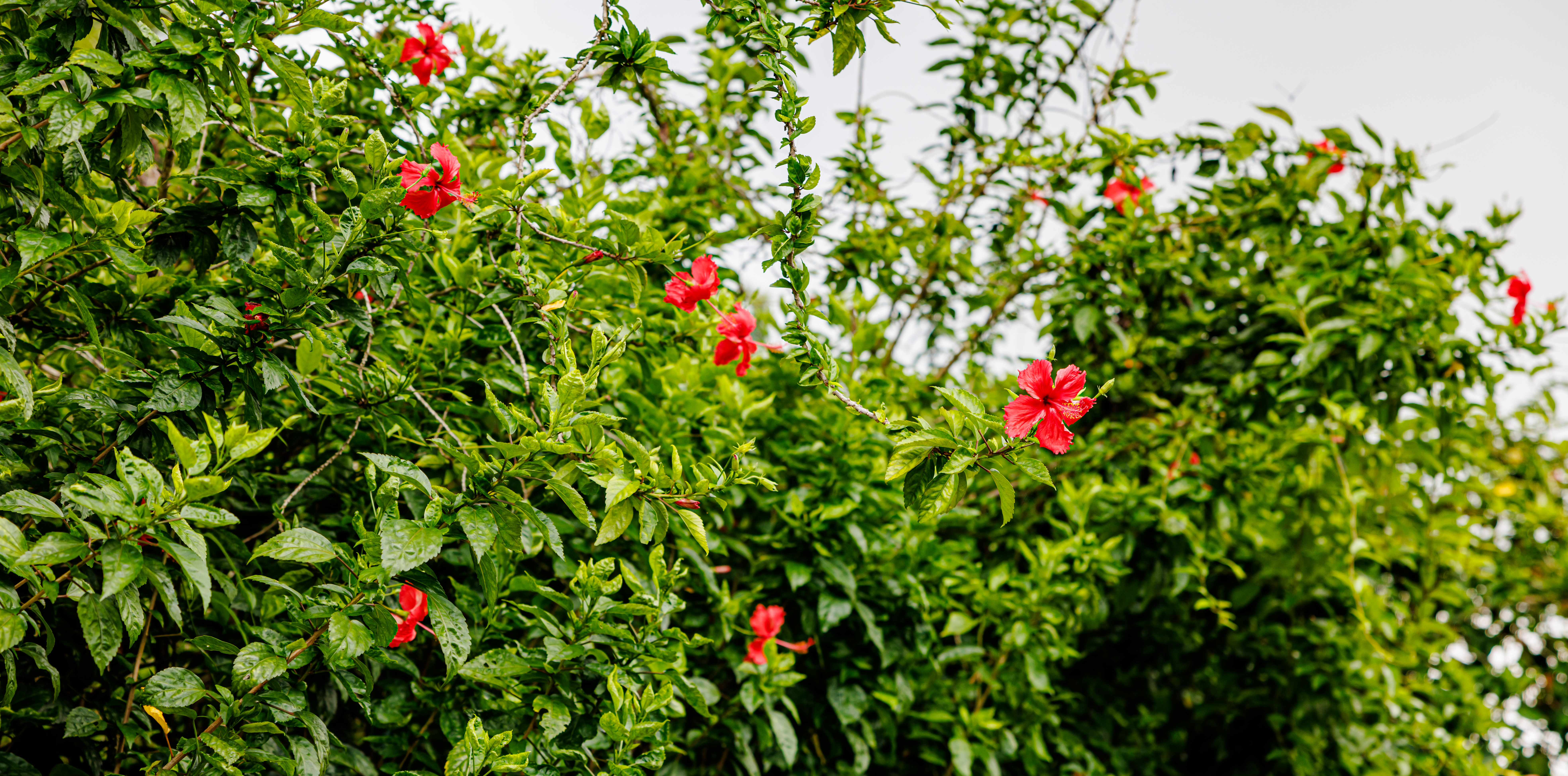
Haie d'Hibiscus x rosa-sinensis
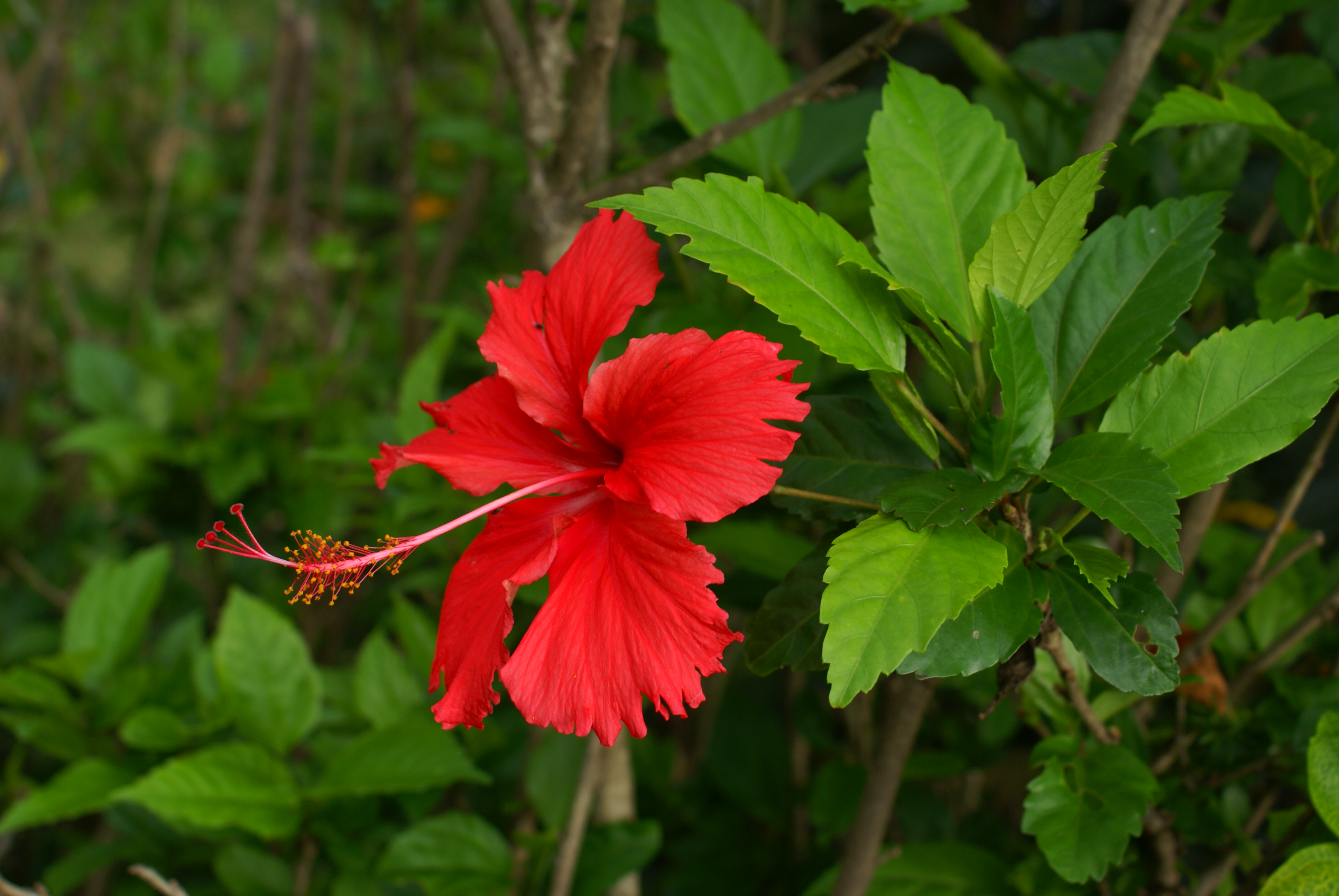
Fleur avec sa longue colonne staminale
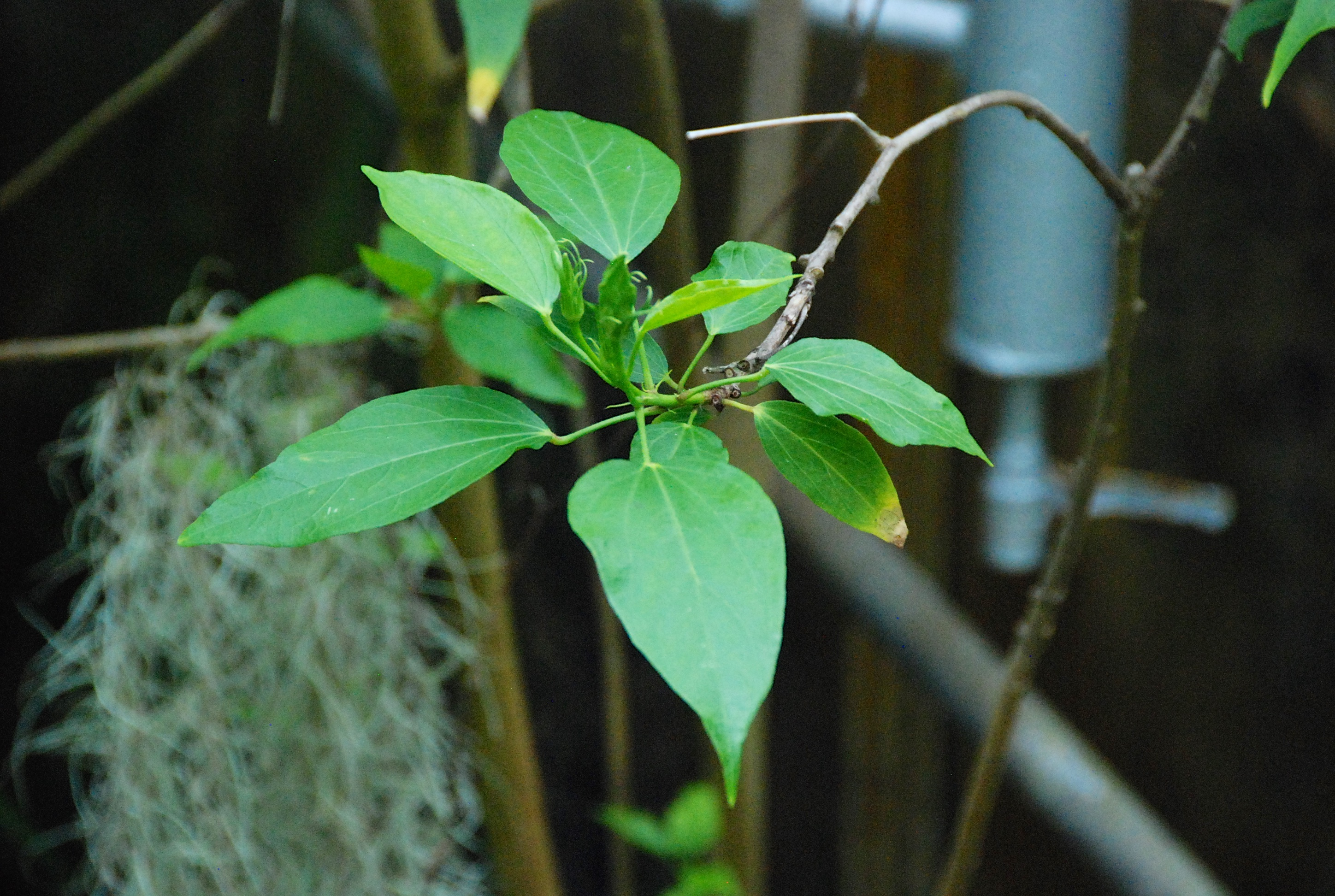
Feuilles ovales.
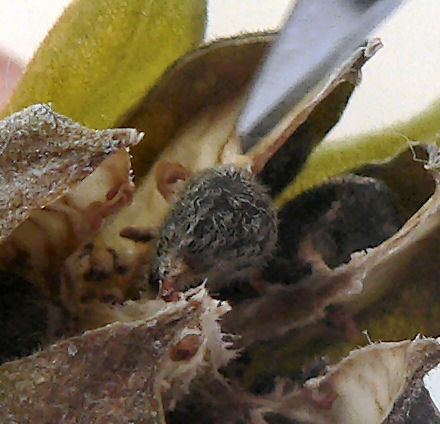
Capsule, graines.

## Distribution
Selon POWO, la plante a été introduite en
- Chine du Centre-Sud et Sud-Est, Vietnam, Cambodge, Thaïlande, Laos, Bornéo
- Inde, Pakistan, Népal, Bangladesh, Ouganda, Cameroun
- Éthiopie, Kenya, Tanzanie, Congo RD, Tunisie
- Californie, Mexique, Guatemala, Honduras, Venezuela.

## Cultivars
Grâce à des hybridations à grande échelle, l’aspect et la palette de couleurs des fleurs ont profondément changé au cours des siècles. À l’origine, on pouvait regrouper les couleurs principales en six grandes catégories : rouge, orange, jaune, blanc, lavande (violet clair) et brun.
Par la suite, l’ICRA (Autorité internationale d'enregistrement des cultivars) de l’ISHS (International Society for Horticultural Science) a confié à l’International Hibiscus Society (IHS) la mission de gérer l’enregistrement officiel et la dénomination des cultivars de hibiscus dans le monde entier. Ainsi, lorsque l’Australian Hibiscus Society (fondée en 1967) a été mandatée en 1980 par l’ICRA pour cette tâche, son système de classification des coloris a étendu la liste à onze couleurs de base : en plus des six premières (rouge, blanc, jaune, orange, lavande et rose), on y a ajouté le bleu, le brun, le gris, le vert et le violet. L’ICRA utilise donc ces onze couleurs comme base pour enregistrer les nouveaux cultivars.
Dans les années 2010-2015, selon la Société internationale de l’hibiscus (International Hibiscus Society) mandatée par l’ISHS (International Society for Horticultural Science) pour gérer l’enregistrement officiel, le nombre de cultivars enregistrés s’élève déjà à 18 382. À cela il faut ajouter de très nombreux hybrides non enregistrés ou inconnus, un nombre encore bien supérieur, et de nouvelles variétés qui continuent d’être créées chaque année.
Pour la période 2020-2024, le dernier total affiché de IHS pour le nombre de cultivars est 25 171, soit une augmentation de 37 % en 10 ans. Les principaux foyers de création sont les États-Unis (depuis les années 1950, surtout en Floride, Hawaï, Californie), l’Australie (très dynamique depuis 1960, les Queensland Hibiscus Society et New South Wales Hibiscus Society produisent de nombreux cultivars tropicaux adaptés au climat côtier chaud), la Thaïlande, la Chine du Sud et Taïwan (exportation vers le marché asiatique), le Japon, la Polynésie française (Tahiti) produit quelques variétés locales pour usage ornemental.
Voyons quelques cultivars célèbres de H. x rosa-sinensis
- ‘Fifth Dimension’ (USA, Hidden Valley Hibiscus), fleurs de 20 cm de diamètre, aux multiples teintes
- ‘Crème de Cacao’ (Australie), teinte chocolatée et blanche
- Black Dragon’ (Thaïlande), Rouge très foncé, presque noir au centre
- ‘Cooperi’ (Hibiscus rosa-sinensis f. 'cooperi'), célèbre pour son feuillage panaché vert-blanc-rose.

Comment les obtenteurs (de nouveaux cultivars) procèdent ils, sachant que peu de spécimens de H.x  rosa-sinensis possèdent de parties florales femelles viables ? Pour créer de nouvelles variétés, les obtenteurs identifient quelques plantes mères (cultivars) qui présentent une fertilité partielle acceptable (stigmates réceptifs, ovules viables). Ces plantes mères sont pollinisées avec du pollen prélevé sur des cultivars ou espèces apparentées présentant les caractères désirés (forme, couleur, motif). La fécondation croisée est répétée sur plusieurs centaines de fleurs, car le taux de réussite est faible. Les graines obtenues donnent des plantules hybrides. Une fois un nouveau semis sélectionné pour ses qualités (forme, couleur, rusticité), il est multiplié par bouturage, greffage ou marcottage, car c’est la seule manière de conserver fidèlement ses caractéristiques. Les techniques modernes, comme le traitement hormonal pour améliorer la réceptivité du pistil et la culture ‘’in vitro’’ pour régénérer des plantules viables à partir d’embryons partiellement développés, facilitent le travail.

## Quelques variétés horticoles

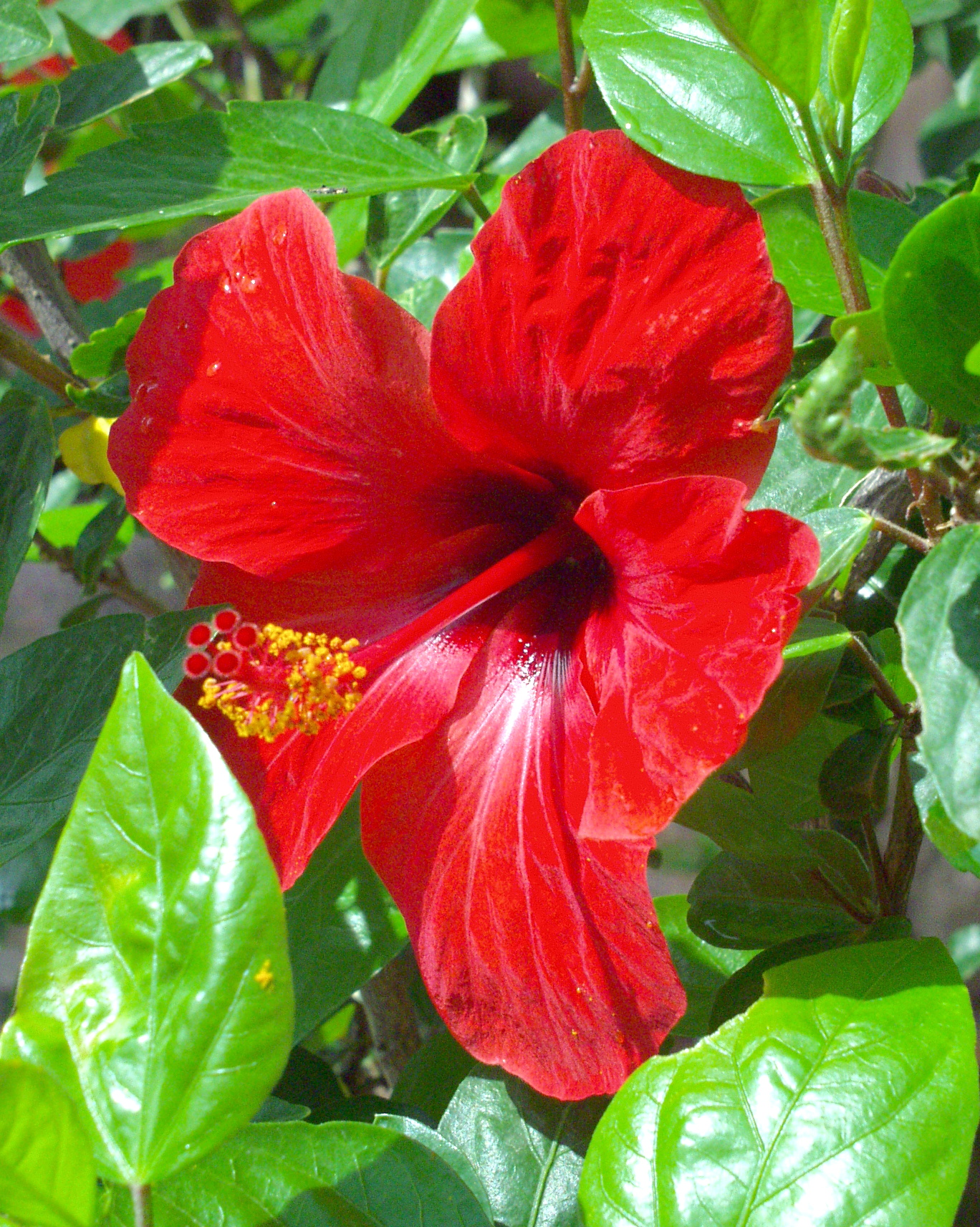
Variété à fleurs rouges simples.
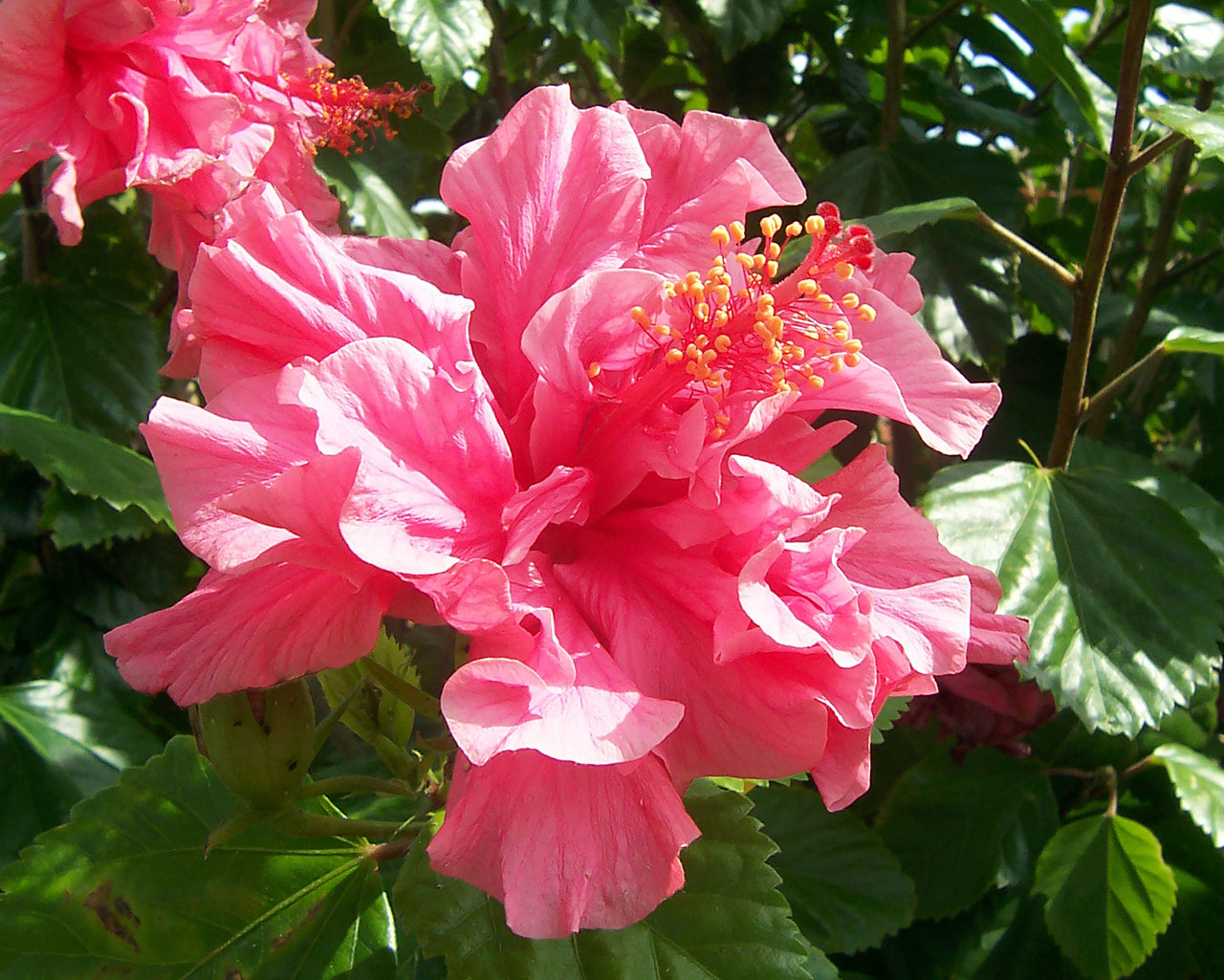
Variété à fleurs roses doubles.
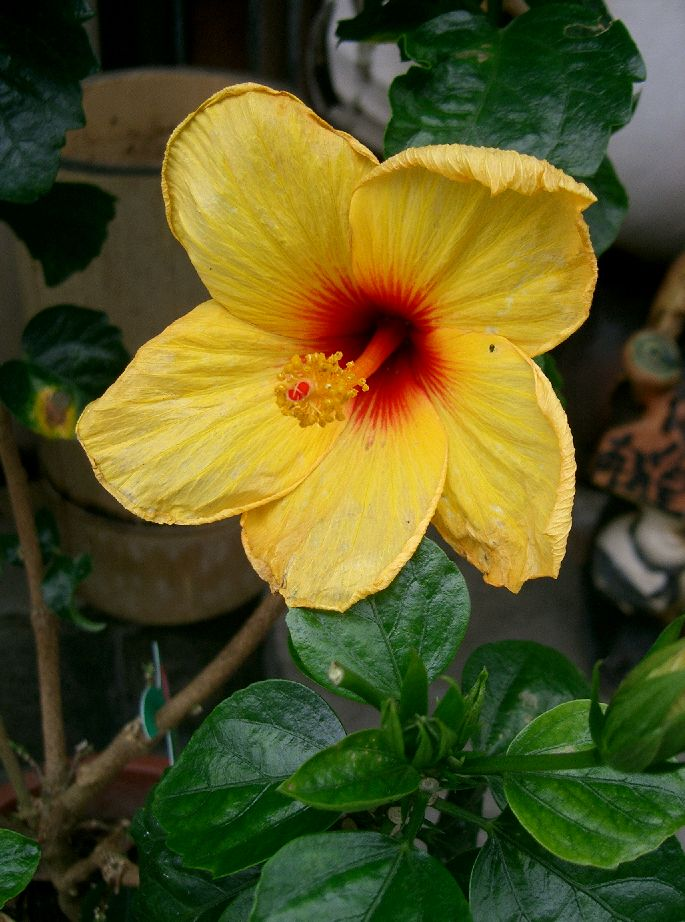
Variété à fleurs jaunes.
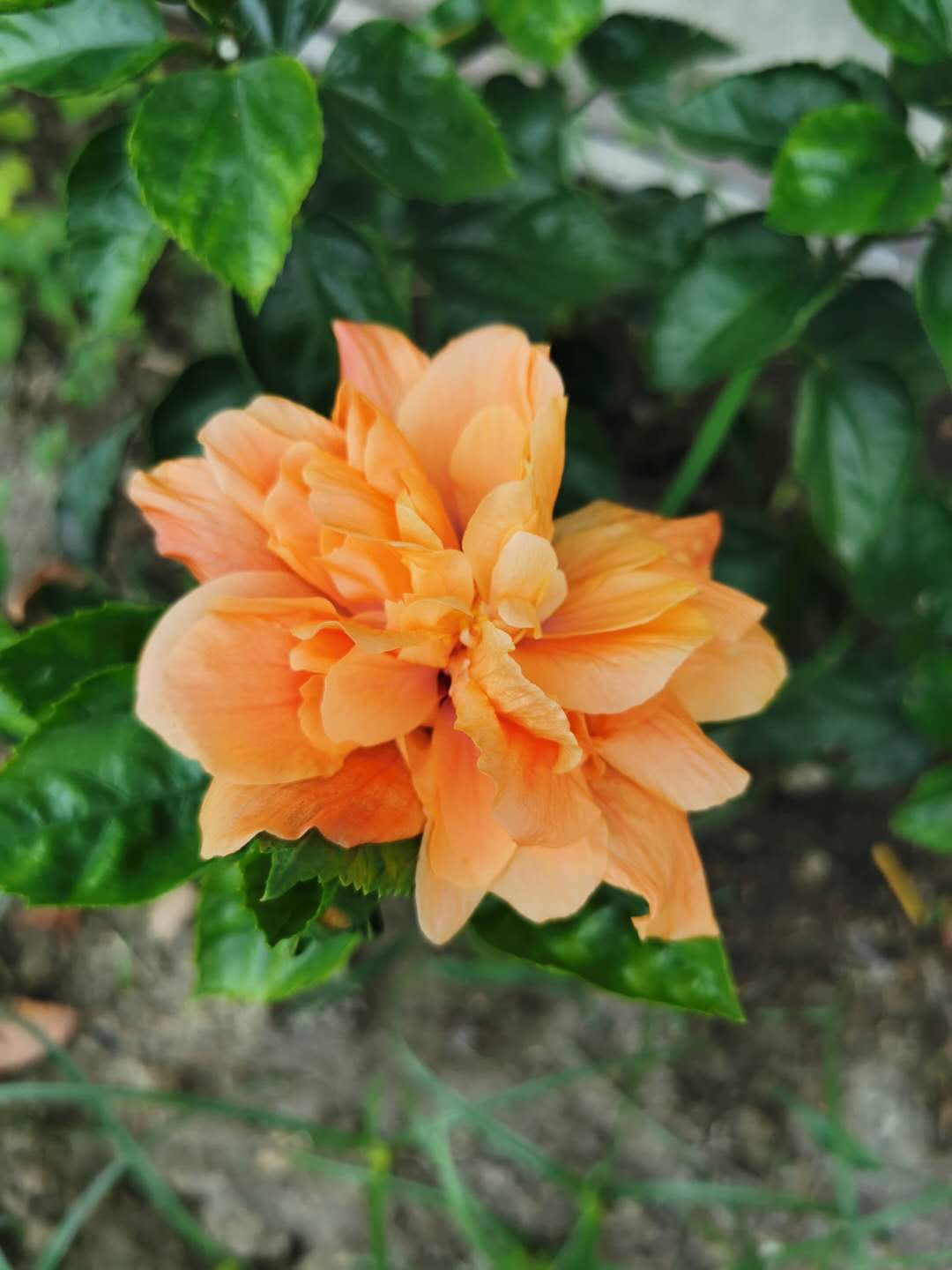
Variété à fleurs orange doubles.
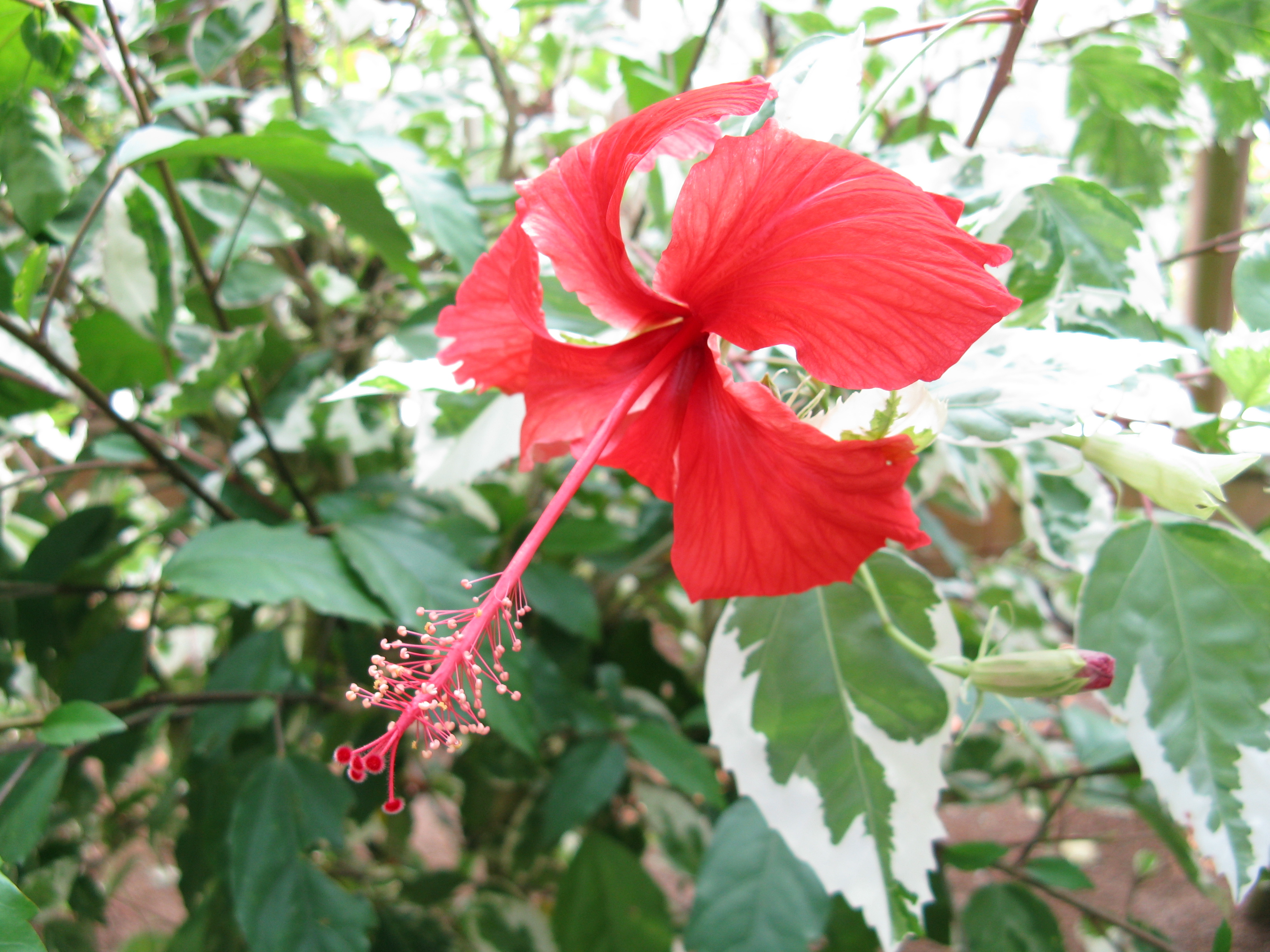
Hibiscus rosasinensis ‘Cooperi’, Osaka
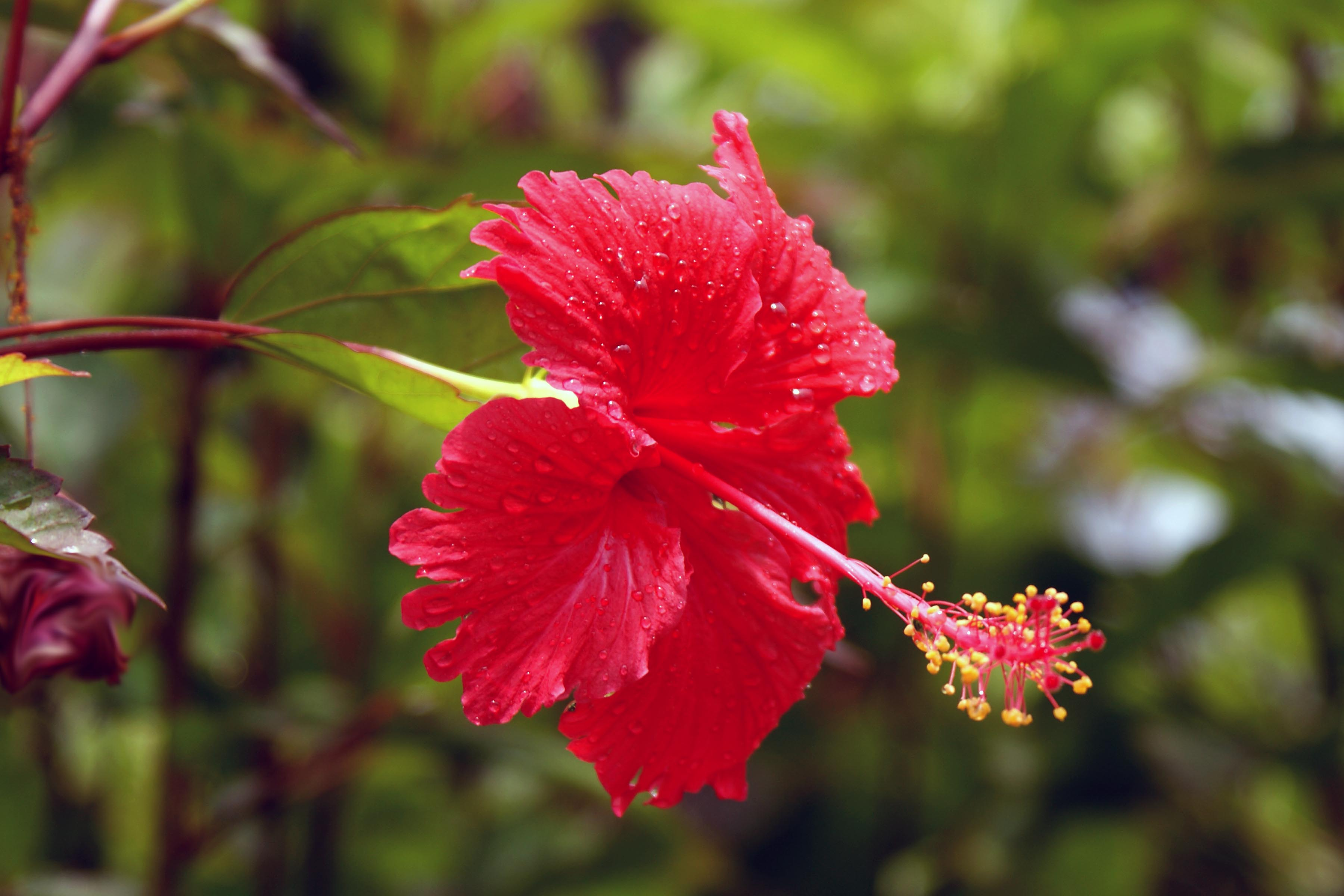
Hibiscus 'Andersonii'

## Histoire
Hibiscus × rosa-sinensis est mentionné pour la première fois dans la littérature chinoise sous le nom de Zhujin 朱槿 au IVe siècle, dans le Nanfang Caomu Zhuang 南方草木狀 de Ji Han Selon Wikipedia en chinois, on trouve la mention de l’espèce dès l’an 304 de notre ère, durant la dynastie Jin de l'Ouest (265-317), dans l’ouvrage en:Nanfang Caomu Zhuang《南方草木狀》 « Description des plantes du Sud », rédigé par Ji Han. Il est donc avéré que la culture en pleine terre se pratiquait en Chine dès le IVe siècle dans de Sud subtropical. Pour confirmation citons un autre ouvrage (datant des Tang 618-907), le Lǐng biǎo lù yì, 嶺表錄異 de Liú Xún 劉恂 qui indique « Le fosang (hibiscus) est souvent planté dans les jardins des gens du Sud, fleurit même en hiver. ». La culture en pot s’est probablement développée dès les dynasties Song-Ming (960-1644).
Li Shizhen, dans son Bencao Gangmu (1596), décrit la plante comme très répandue entre le Fujian et le Guangdong, à usage ornemental et médicinal.
Au fil des siècles, de nombreux cultivars hybrides ont été sélectionnés, notamment grâce aux échanges entre la Chine, l’Asie du Sud-Est et les îles du Pacifique. Aujourd’hui, plus de 25 000 cultivars sont enregistrés par l’International Hibiscus Society.
Le proverbe populaire minnan 闽南语 (une langue du Sud) est souvent cité
「大紅花毋知歹，圓仔花歹毋知。」tōa âng-hue bô chai phá, înn-á-hue phá bô chai (en dialecte minnan / Hokkien)
« La grande fleur rouge ignore le malheur, et la fleur bouton rond aussi » signifie qu’elles fleurissent avec vigueur, sans souci des difficultés — c’est une louange de la vitalité joyeuse et de la résilience de l’hibiscus tropical chinois.

## Utilisations

### Usages horticoles
L’Hibiscus Rose de Chine est cultivée comme plante ornementale dans les jardins, cours intérieures et parcs. Il ne tolère aucun gèle. En Chine, cette contrainte limite sa culture en pleine terre aux régions subtropicales et tropicales humides du Sud de la Chine : Guangdong, Guangxi, Hainan, Sud du Fujian, Sud du Yunnan, somme toute une aire très limitée de l'immense territoire chinois (environ 5 %). À l’extérieur de ces zones, la plante doit être cultivée en pots et hivernée à l’abri (serre, véranda, intérieur).
Moins sacralisée que la pivoine arbustive (mǔdān 牡丹, Paeonia suffruticosa), la culture libre en champ de l’Hibiscus x rosa-sinensis est limitée à 5 % du territoire, alors que la pivoine (Paeonia) est facilement cultivable dans la plupart des zones peuplées traditionnelles de la Chine historique, y compris les capitales impériales (Chang'an/Xi’an, Luoyang, Pékin). La pivoine arbustive est associée depuis les Tang (618-907) à la prospérité, la féminité fastueuse, l’épanouissement, la chance impériale. L’hibiscus Rose de Chine, le zhujin 朱槿 est traditionnellement associé à une image de beauté éclatante, de vitalité, et de chaleur solaire. Dans les proverbes du Lingnan, on le compare parfois au fusang 扶桑 mythique, l’arbre du soleil levant, pour dire que sa floraison « éclaire la maison ». Dans la poésie classique, il apparaît rarement comme motif central, contrairement au lotus (hehua 荷花, symbole de pureté morale et d’élévation) ou au chrysanthème (juhua 菊花, symbole de retraite, de résistance à l’adversité et de constance).
Autrefois, dans les régions du Sud de la Chine où Hibiscus x rosa-sinensis était largement cultivé, la plupart des plants portaient des fleurs de couleur rouge. À cette époque, les autres couleurs restaient rares. De nos jours, on trouve de nombreux nouveaux cultivars aux coloris complexes ; ils sont apparus à partir du XIXe siècle grâce à l’hybridation de souches locales exportées de Chine, et croisées avec des espèces indigènes de l’océan Indien et de certaines îles du Pacifique présentant d’autres coloris.
Dans les autres pays tropicaux asiatiques (Inde, Sri Lanka, Asie du Sud-Est, Indonésie, Philippines) et en Polynésie et Océanie, les arbustes de H x rosa-sinensis sont plantés en haies vives, bordures de propriété, clôtures fleuries, ainsi qu’autour des temples, des maisons et dans les jardins publics.

### Usages alimentaires
Les usages alimentaires de Hibiscus × rosa-sinensis sont marginaux. Les pétales sont parfois utilisés comme garniture ou pour préparer des infusions locales, mais la plante n’est pas exploitée à grande échelle comme Hibiscus sabdariffa.
Contrairement à ce dernier, H. rosa-sinensis ne produit pas de calices charnus pour les boissons acidulées traditionnelles (bissap, karkadé).

### Usages médicinaux
En cataplasme, il soulage divers problèmes cutanés. Ses propriétés anti-inflammatoire, antioxydante et antidiabétique sont aussi utilisées.
Les racines traitent la toux, les fleurs soignent certaines infections intestinales, et les feuilles sont laxatives. Les feuilles et fleurs sont réputées avoir leurs propriétés aphrodisiaques.
En Chine, dans le Bencao Gangmu, 本草綱目, la pharmacopée traditionnelle chinoise la plus respectée de Chine, achevée par Li Shizhen (李時珍) en 1596 et imprimée en 1597, Hibiscus x rosa-sinensis est décrit sous le nom de zhujin 朱槿 comme une variété d’hibiscus à grandes fleurs rouges cultivée surtout dans la région située entre le Fujian et le Guangdong. Li Shizhen précise que ses fleurs sont « aussi grandes que celles du Hibiscus syriacus mais rouges, d’où son nom » (zhujin, avec zhu « rouge, cinabre », jin « hibiscus »), et lui attribue une nature douce (gan), neutre (ping) et non toxique. Il mentionne un usage médicinal mineur : cataplasme de feuilles ou de fleurs pilées, mélangées à des feuilles de Hibiscus mutabilis (Bái fúróng yè 白芙蓉葉), de bardane Arctium lappa (Niúbàng yè 牛旁葉) et de miel blanc, pour traiter furoncles et enflures du visage,.
Largement utilisées dans les systèmes traditionnels indiens tels que l'Ayurveda, l’Unani et le Siddha, ses fleurs et ses feuilles sont appréciées pour leurs effets émollients, anti-inflammatoires et anti-fertilité. Outre ces propriétés, la plante possède d'importantes propriétés antioxydantes, antimicrobiennes, antidiabétiques, anticancéreuses, cardioprotectrices, largement attribuées aux flavonoïdes, aux anthocyanes, aux acides phénoliques et aux triterpénoïdes. Ses activités antioxydantes, anti-inflammatoires et hypolipidémiantes connues le positionnent davantage comme un candidat pour la gestion des troubles métaboliques et infectieux.
Dans les traditions africaines, l’huile d’hibiscus aide à traiter les coups de soleil et les blessures, tandis que dans les cultures caribéennes, la tisane d’hibiscus est consommée pour réduire la chaleur corporelle et favoriser la fonction cardiovasculaire.

### Usages cosmétiques
En Inde, Sri Lanka, Malaisie et Polynésie, les pétales et les feuilles sont utilisés pour préparer un macérât huileux appliqué en soin capillaire. Elles produisent un mucilage légèrement gluant qui nettoie en douceur. On dit traditionnellement que cela renforce la brillance et la douceur des cheveux. En Inde et au Sri Lanka, l’huile de coco aux fleurs d’hibiscus est un soin capillaire classique. On chauffe légèrement l’huile de coco, on y plonge les pétales, on laisse infuser jusqu’à ce que les fleurs brunissent. On filtre, puis on applique comme un bain d’huile nourrissant,.
La fleur permet la fabrication de cirage : les pétales broyés donnent un jus noir d’où le nom de ‘Shoeblackplant’ donné parfois à cette plante en anglais. Le jus des fleurs fanées et foncées est préparé pour fabriquer un colorant bleu-noir utilisé dans le noircissement des chaussures, ainsi que des cheveux et des sourcils et du contour des yeux (ligneur, khôl et mascara).
L’explication du noircissement du jus de pétales broyés tient aux anthocyanes (cyanidine, quercétine glycoside, hibiscétine, etc.) stockés dans les cellules du pétale en solution acide faible. Lors du broyage des pétales, les pigments sont libérés, les composés phénoliques sont exposés à l’air (oxygène) et aux enzymes naturellement présentes (polyphénoloxydases). Sous l’action de ces enzymes, les anthocyanes peuvent : s’oxyder (oxydation enzymatique ou auto-oxydation), se polymériser partiellement et virer du rouge vif vers une teinte plus sombre. En milieu légèrement alcalin (ou simplement moins acide qu’à l’intérieur de la cellule), la couleur rouge peut virer 
du rouge → violet → bleu → brun → noirâtre.
Dans certaines traditions, cela est même recherché pour fixer le colorant sur les cheveux (shampooing ayurvédique, macérât) car ce noircissement est vu comme un « agent tonique capillaire ».

## Symbolique
En Chine méridionale, Hibiscus × rosa-sinensis est associé à une image de beauté éclatante et de vitalité solaire. Dans le Lingnan, il est parfois appelé Fosang (佛桑) par allusion au Fusang mythologique, l’arbre du soleil levant.
Contrairement à la pivoine arbustive (mudan 牡丹), la rose de Chine n’a jamais eu le statut de « fleur impériale » ; elle reste une fleur domestique, symbole de prospérité simple, plantée dans les cours intérieures et les haies.